# Ténoch

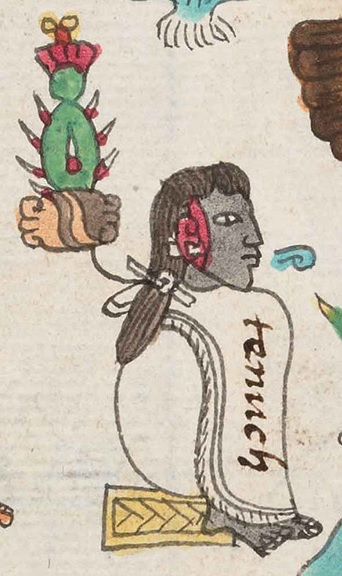
Darstellung des Ténoch aus dem Codex Mendoza

Wappen Mexikos mit dem Adler auf dem Kaktus

Ténoch (* 1299 in Cuauhmixtitlan; † 1363 ebenda) war ein legendärer Anführer der Mexica, mit dem nach der Geschichtsschreibung der Azteken das Zeitalter der Aztekenkönige begann.

## Leben
Der Legende nach führte Ténoch im Jahre 1318 die Unterwerfung der Stadt Colhuacán im Südosten des Texcoco-Sees im Hochtal von Mexiko an. Auch wenn die Mexica zu dieser Zeit den Tepaneken tributpflichtig waren, war damit der Grundstein für das spätere Aztekenreich gelegt.
Nach diesem Erfolg stieg Ténoch zum Obersten Priester der Mexica auf, der zu dieser Zeit auch der politische Führer des Volkes war. Unter ihm wurde die Insel, auf der die Mexica siedelten, zur Stadt ausgebaut und erhielt ihren ersten Pyramidentempel. Es begann die Militarisierung des Stammes, der Adel festigte seine Macht.
Sein Nachfolger Acamapichtli benannte die Stadt der Mexica ihm zu Ehren von Cuauhmixtitlan in Tenochtitlán, „Stadt des Ténoch“, um. Die Bestandteile des Namens Ténoch finden sich noch heute im mexikanischen Wappen: tetl ist der Fels, nōchtli bedeutet Feigenkaktus.